# 颜宁
颜宁（1977年11月21日—），女，山东章丘人，中国结构生物学家，中国科学院院士，中国医学科学院学部委员，“长江学者奖励计划”特聘教授。深圳医学科学院创院院长、深圳湾实验室主任。
颜宁主要从事与疾病相关的重要膜转运蛋白、电压门控离子通道的结构与工作机理及膜蛋白调控胆固醇代谢通路的分子机制方面的研究。

## 生平
1977年11月21日，颜宁出生在山东省章丘县博平村。2000年毕业于清华大学生物系（清华大学1995级和1996级合并），2005年取得普林斯顿大学分子生物学博士学位（导师是施一公），后来留校成为普林斯顿大学分子生物学系博士后。2007年回国担任清华大学医学院教授、博导，成为清华大学生命科学学院当时最年轻的教授和博导。至今已在《自然》、《科学》和《细胞》等国际主流刊物上发表论文10多篇，主要科研成果有葡萄糖转运蛋白的结构与原理等。
2017年，颜宁离开清华大学，成为普林斯顿大学分子生物学系首位雪莉·蒂尔曼（Shirley M. Tilghman）终身讲席教授。
2022年11月1日上午，颜宁在2022深圳全球创新人才论坛上宣布，即将辞去普林斯顿大学教职，将出任深圳医学科学院创院院长。2022年12月11日，颜宁受聘为深圳医学科学院院长。2023年3月23日，颜宁兼任深圳湾实验室主任。2025年，担任微生物改造技术全国重点实验室学术委员会副主任。

## 荣誉
- 2011年，贝时璋青年生物物理学家奖
- 2012年，第九届中国青年女科学家奖[13]
- 2012年，入选年度科技创新人物[14]
- 2012年，谈家桢生命科学创新奖
- 2019年，当选美国国家科学院外籍会员（Foreign Associate）[15]
- 2019年，魏茨曼科學研究學院魏茨曼婦女與科學獎[16]
- 2021年，当选美国艺术与科学院会员(Member)[17]
- 2022年，當選亞洲週刊年度風雲人物[18]
- 2023年，當選為歐洲分子生物學組織（EMBO）外籍成員[19]
- 2023年，当选中国科学院院士[20]
- 2024年，获全国五一劳动奖章[21]
- 2024年，获世界杰出女科学家成就奖（“颜宁教授发现了多种介导离子和糖跨细胞膜运输的膜蛋白原子结构，揭示了跨膜转运的原理。她的卓越研究推进了癫痫和心律失常等多种疾病的相关研究，并指导了疼痛综合征的治疗。作为该领域的权威，颜博士激励着全球的女科学家，她还大力倡导研究和科学教育中的性别平等。”）[22]
- 2025年，获2024年度全国三八红旗手称号[23]

## 轶闻
颜宁离开清华大学的决定，在中国国内引起了很大关注和讨论。此前，颜宁曾在博客中批评国家自然科学基金会，称他们不愿支持风险较高的研究。一种普遍的猜测是，颜宁因为在中国学术体制下难以进行自己想做的研究而离开。然而，颜宁则表示离开是为了换个环境，她认为“改变环境能对学术突破带来新的压力和启发”。